# 君士坦丁堡之围 (717年—718年)
717年—718年君士坦丁堡之围，或称阿拉伯人第二次围攻君士坦丁堡，是倭马亚王朝军队对拜占庭帝国首都君士坦丁堡发起的一次海陆联合进攻。这场战役是数十年来阿拉伯军对拜占庭帝国发动的长期进攻的最高潮。在716年，经过多年的准备，哈里发之弟麦斯莱麦·本·马利克率领的军队入侵安纳托利亚，阿拉伯人试图利用拜占庭帝国内部的矛盾，与叛乱的将领利奥结盟，共同攻击皇帝狄奥多西三世。但利奥夺得皇位后（称利奥三世）便背叛了阿拉伯人。
在小亚细亚西部沿海过冬后，阿拉伯军在717年初夏进入色雷斯，建立了围攻堡垒并封锁了有巨大坚固的狄奥多西城墙保护的君士坦丁堡。阿拉伯舰队本计划与陆军协同，在海上封锁城市，但被拜占庭海军使用希腊火压制，这使得君士坦丁堡可以通过海路补给，而围城的阿拉伯陆军在接下来的冬季中却遭受了饥荒与瘟疫的折磨。718年春，两支前来增援的阿拉伯舰队又因基督教船员的背叛而被拜占庭海军摧毁，陆上增援则在通过小亚细亚时被拜占庭军的伏击击败，与拜占庭同盟的保加尔人又袭击阿拉伯军后方。最终，阿拉伯人被迫于718年8月15日解围，出海而去，归途中，他们又遇到风暴和火山的袭击，几乎全军覆没。
这次围城的失败产生了很大的影响，守城成功使得拜占庭帝国得以继续生存，阿拉伯人则被迫改变了战略，尽管定期的进攻仍不间断，但他们放弃了彻底征服拜占庭帝国的念头。这次战役使穆斯林对东南欧的进攻被推迟数百年，具有重要的历史意义。

## 背景
在阿拉伯人第一次围攻君士坦丁堡（674年－678年）后，倭马亚王朝和拜占庭帝国保持了一段时间的和平。680年后，倭马亚王朝陷入第二次穆斯林内战的泥潭，使得这一阶段中拜占庭帝国在东方占据了优势，倭马亚政府被迫向拜占庭缴纳大量贡品。692年，倭马亚王朝最终成为内战的胜利者，重新与拜占庭皇帝查士丁尼二世开始了敌对行动。阿拉伯军队取得了一系列胜利，使得拜占庭的边境被蚕食，失去了对亚美尼亚和高加索诸国的控制。阿拉伯军队通常由倭马亚家族成员带领，不间断地年年进攻拜占庭边境，占领摧毁要塞和城市。712年之后，拜占庭的防御显现出崩溃的迹象，历史记载中，阿拉伯人的袭击越来越深入小亚细亚，拜占庭的反击也越来越少。而在拜占庭方面，自695年查士丁尼二世第一次被推翻后，政权便陷入混乱，二十余年中皇位更替七次，史称二十年动乱期，这给了阿拉伯人可乘之机。用拜占庭学者沃伦·崔德戈德的话来说就是：“阿拉伯人的袭击在其内战结束后必然会变得剧烈……阿拉伯人拥有的人力、土地、财富都远远超过拜占庭帝国，他们决定集中力量攻击拜占庭，并通过占领君士坦丁堡来彻底消灭它”。

## 历史记载
现有的关于此次围城的记载来自于战役之后编撰的资料，各种记载常有相互矛盾之处。拜占庭方面，最重要的记载是忏悔者狄奥菲内斯的《编年史》，其次是普世牧首尼基弗鲁斯一世的《简史》，两者在时间记载上存在差异。两部著作关于战役的具体事件的记载似乎都使用了利奥三世在位时期的主流观点，其中包含了美化皇帝的描述。而狄奥菲内斯还使用了一本利奥的传记来描述716年发生的事件（尼基弗鲁斯没有使用）。8世纪的编年史家埃德萨的狄奥菲卢斯也详细记载了围城战的全过程，并特别记载了利奥和麦斯莱麦之间的外交往来。阿拉伯方面的记载主要有11世纪的《乌尤恩历史》及更早的塔巴里的《历代先知与帝王史》，这两部著作使用了9世纪早期阿拉伯作家的作品，较为混乱，且包含了一些传奇元素。叙利亚语记载主要是希拉波利斯的阿伽皮乌斯的著作，与狄奥菲内斯的记载使用同样的来源，但更加简洁。

## 围城前的战斗

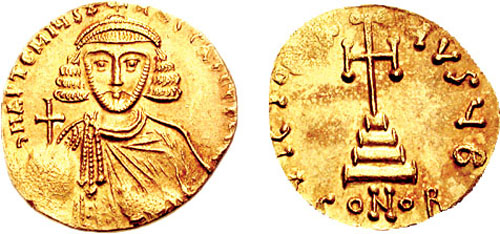
印有阿纳斯塔修斯二世（713年－715年在位）头像的金索利都，他为阿拉伯人的进攻做了准备

自哈里发瓦利德一世（705年－715年在位）时开始的军事胜利为阿拉伯人进攻君士坦丁堡开辟了道路，同时，阿拉伯人的第二次大规模征服也从此开始，穆斯林军队进军到河中地区、印度和西班牙。一个预言称，会有一个具有先知名字的君主攻占君士坦丁堡，瓦利德一世的继承人苏莱曼正好与先知（所罗门）同名，他认为自己就是预言中的君王，于是加紧准备进攻君士坦丁堡。一份叙利亚记载称，哈里发发誓“绝不停止对君士坦丁堡的攻击，直到城市被攻陷或国家财富耗尽”。倭马亚军队在哈里发的监督下，于阿勒颇以北的达比克集结，但由于其本人病重，军队交给弟弟麦斯莱麦指挥。
阿拉伯人建造一支大舰队及其他的准备工作，并没有被忧心忡忡的拜占庭人忽视。阿纳斯塔修斯二世皇帝（713-715年在位）派君士坦丁堡市长锡诺普的丹尼尔到倭马亚首都大马士革，表面上充当大使，实际任务是监视阿拉伯人。皇帝也开始为必将到来的围攻做准备，修复了首都的城墙，准备了投石机和其他守城武器，充实了城市的粮食储备，不能为自己储备三年粮食的市民被疏散。皇帝还增强了他的海军，并派遣舰队于715年初前往菲尼克斯（Phoenix）与阿拉伯海军作战（一般认为此地是今吕基亚的菲尼凯，也可能是罗得岛对岸的菲纳克特（Fenaket），也可能指的是生长优质造船原料黎巴嫩雪松的腓尼基）。但在罗得岛，舰队中奥普西金军区的士兵带头發起叛乱，杀死了指挥官约翰，带领舰队向北驶向阿德拉米欣（今埃德雷米特），在那里，他们推举税务官狄奥多西为他们的新皇帝。阿纳斯塔修斯进入比提尼亚对抗叛军，但叛军继续向北到达克里索波利斯（今于斯屈达尔），开展了对君士坦丁堡的攻城，夏末，守军投降，阿纳斯塔修斯在尼西亚抵抗几个月后也投降，出家去做修士。而上台的狄奥多西三世既不愿意，也没有能力做奥普西金军区士兵的傀儡皇帝，使得其他的军区也发动叛乱，安纳托利亚军区将军伊苏里亚人利奥和亚美尼亚军区将军阿尔塔瓦兹德成为最强的两个叛军首领。

8世纪早期的安纳托利亚和色雷斯

在拜占庭帝国陷入内战时，阿拉伯军队开始进攻，715年9月，先头部队司令苏莱曼·本·穆阿德（Sulayman ibn Mu'ad）穿过奇里乞亚进入小亚细亚，攻占了具有战略意义的洛伦要塞，在奇里乞亚山口西边的阿费克（Afik）过冬。716年初，阿拉伯先头部队继续进军小亚细亚，由伍麦尔·本·胡贝拉率领的舰队则沿奇里乞亚海岸航行；总司令麦斯莱麦则与主力部队一起继续呆在叙利亚，等待事态的进一步发展。
阿拉伯人希望利用拜占庭的内乱，麦斯莱麦与利奥取得了联系，法国学者鲁道夫·吉扬认为：利奥为了实现夺位的目的，向阿拉伯人承诺在他胜利后，会把拜占庭帝国降为阿拉伯人的附庸，麦斯莱麦则计划通过联合利奥来减弱帝国的力量，减小进攻君士坦丁堡的压力。
苏莱曼的下一个目标是小亚细亚中部的重要城市阿莫里乌姆，阿拉伯军队计划把这里当做下一个冬季基地。在内战的情况下，阿莫里乌姆毫无防御能力，但这里是利奥的辖区，阿拉伯人决定站在他的一边，于是要求守军表示支持利奥称帝，然后投降。守军同意了，但暂时还没有对阿拉伯人敞开大门，这时利奥带着少量士兵赶到，施展外交和谈判手段，在城中抢先驻下了800名士兵。阿拉伯军则由于目标受阻且供应不足而撤退。利奥随后前往皮西迪亚，在阿尔塔瓦兹德的支持下，于夏天公开称帝。

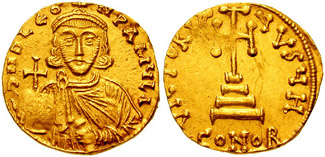
印有利奥三世头像的金索利都

之后，麦斯莱麦带领阿拉伯军主力翻过托罗斯山脉，向阿莫里乌姆进军，他们还没有收到苏莱曼的消息，认为利奥仍是他们的坚定盟友，所以没有破坏途径的利奥及其盟友的领地，即安纳托利亚军区和亚美尼亚军区。但大军遇到撤下来的苏莱曼军以后，得知了发生的情况，决定改变行军方向，袭击阿克洛伊农（今阿菲永卡拉萨希尔）后进军西部沿海地带过冬，他们还顺路袭击了萨第斯和帕加马；阿拉伯舰队则在奇里乞亚度过冬季。与此同时，利奥开始向君士坦丁堡进军，攻占尼科米底亚（今伊兹密特）并在那里俘虏了狄奥多西三世的儿子，然后到达克里索波利斯。717年春天，经过短暂的谈判，狄奥多西三世同意退位，交出首都，与他的儿子一起进入修道院。利奥于3月25日进入君士坦丁堡，授予阿尔塔瓦兹德宫廷总管的头衔，并把女儿安娜嫁给他。

## 双方军力
阿拉伯人为进攻君士坦丁堡做了充分的准备，军队规模相当大，8世纪的《祖克宁编年史》记载阿拉伯人的数量“多到数不清”，12世纪的编年史家叙利亚的米凯尔夸张地称阿拉伯军有20万人和5000艘船。10世纪的阿拉伯学者马苏第称阿拉伯军总计12万人，忏悔者狄奥菲内斯称阿拉伯人有1800艘船。阿拉伯人还准备了可支持大军数年的补给物资，以及大量的攻城武器和用于纵火的石脑油，仅补给队就有1.2万人、6千头骆驼和6千头驴。据13世纪作者阿卜·法拉兹的记载，大军中包括3万名自愿参加吉哈德的志愿者。关于拜占庭的兵力则完全没有记载，但守城士兵不会超过1.5万人，因为拜占庭帝国的人力已被大量消耗，且补给物资也严重不足，维持不了规模太大的部队。
不管阿拉伯军队真实的兵力是多少，总之其兵力远远超过防守方，沃伦·崔德戈德认为，阿拉伯军一个军团（host）的人数就已超过拜占庭全军。关于阿拉伯军队组成的细节记载不多，其似乎是主要由精锐的沙姆人军团（ahl al-Sham，主要是叙利亚人和贾兹拉人）构成，并由他们领导。沙姆人军团是倭马亚政权的主要支柱，拥有丰富的与拜占庭军作战的经验。按狄奥菲内斯和阿伽皮乌斯的记载，苏莱曼·本·穆阿德、伍麦尔·本·胡贝拉和巴塔赫里·本·哈桑是麦斯莱麦的副将，而后来的记载《乌尤恩历史》中，阿卜杜拉·巴塔尔取代了巴塔赫里的位置。
尽管倭马亚王朝将大量人力和物资投入围攻君士坦丁堡，阿拉伯人仍有余力在围攻期间继续进攻拜占庭帝国的边境，717年，哈里发之子达伍德占领了美利提尼（今马拉蒂亚）附近的一座要塞，718年，阿慕尔·本·盖依斯（Amr ibn Qais）也对边境堡垒发起进攻。拜占庭方面，阿纳斯塔修斯的准备工作能起一定作用（但这项工作在其被推翻后可能被忽视了），利奥还与保加尔人签订了条约，其中可能包括共同对抗倭马亚王朝的条款。

## 围城

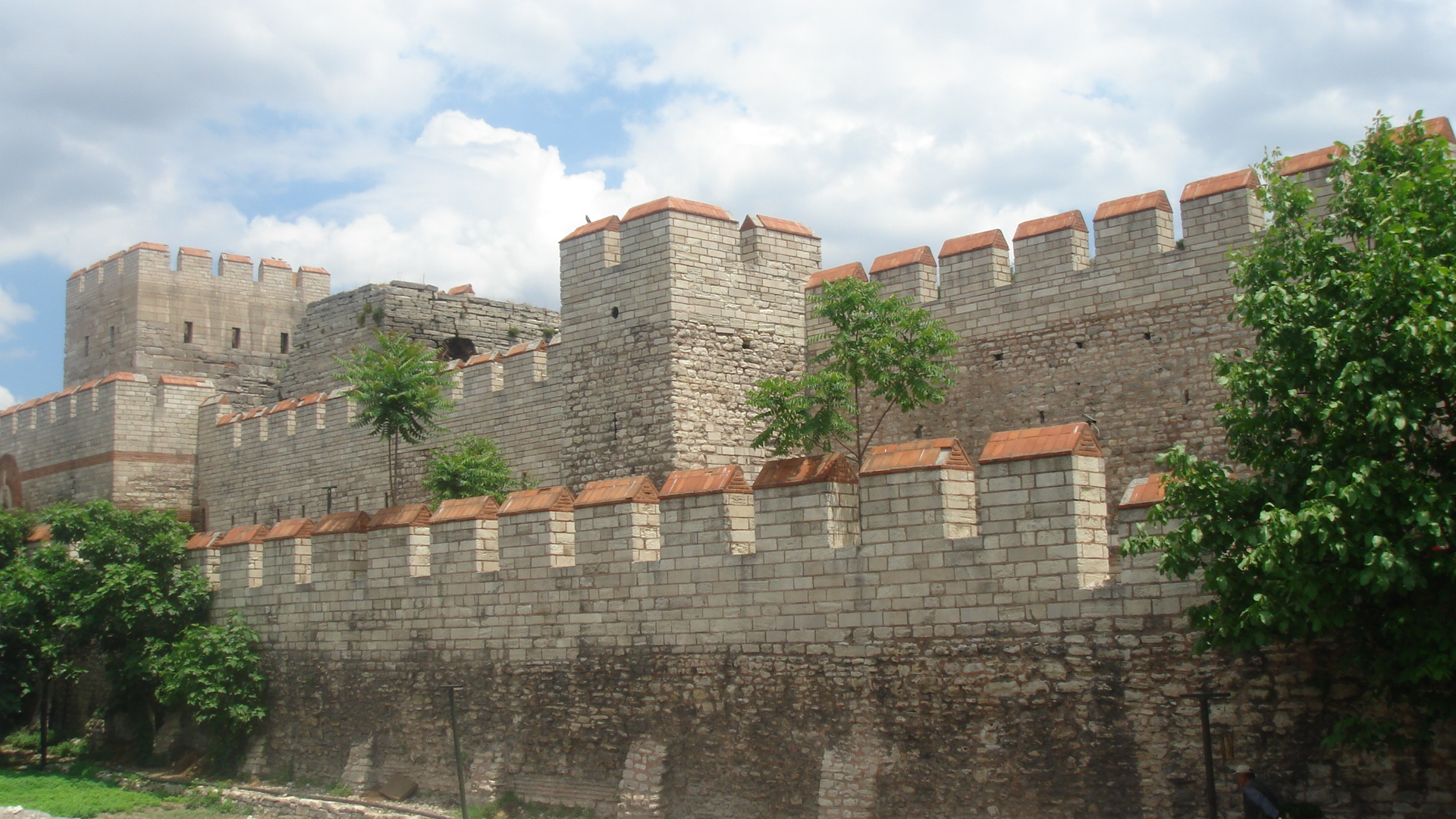
君士坦丁堡的狄奥多西城墙

717年初夏，麦斯莱麦命令舰队与大军会合，北上并在阿卑多斯渡过赫勒斯滂（达达尼尔）海峡，进入色雷斯地区，之后向着君士坦丁堡的方向前进，沿途不断袭击村庄和城镇，以获取补给和财物。7月或8月中旬，阿拉伯军到达君士坦丁堡城下，建造了两道石墙，完全切断了拜占庭首都与外界的陆路联系，阿拉伯人则在两道墙之间扎营。阿拉伯人的记载称，利奥曾提出为城内的每一个人缴纳赎金以换取撤军，但麦斯莱麦拒绝了，并回应称：征服者与被征服者之间没有和平，阿拉伯军队已经被预言选中了。
阿拉伯舰队改由苏莱曼率领（一些中世纪记载把他当做了与之同名的哈里发本人），于9月1日到达，停泊在海波都蒙（今巴基尔科依）。两天后，舰队起锚进入博斯普鲁斯海峡，分为两支：一支从迦克墩南边航行到Eutropios和Anthemios这两个港口，监视博斯普鲁斯海峡的南口；其余舰船则驶过君士坦丁堡，在金角湾以北的加拉塔和克雷迪翁之间登陆，切断君士坦丁堡与黑海的联系。但阿拉伯海军的后卫，20艘载着2千名士兵的大型战舰通过城市时，南风突然停止，随后又转向，将这部分舰队吹向了城市，守军用希腊火攻击了他们。狄奥菲内斯记载“一些人跳到海里，一些人被烧死，剩下的人逃到了王子群岛中的普拉忒亚岛和欧克塞亚岛”，这次胜利鼓舞了拜占庭人。狄奥菲内斯还记载，阿拉伯舰队本计划趁夜航向君士坦丁堡的海墙并展开突袭，但利奥三世下令在城市与加拉塔之间拉起铁链，封锁了金角湾的入口。阿拉伯舰队被迫放弃计划，前往北部更安全的港口索斯特尼翁（今伊斯蒂耶附近）。

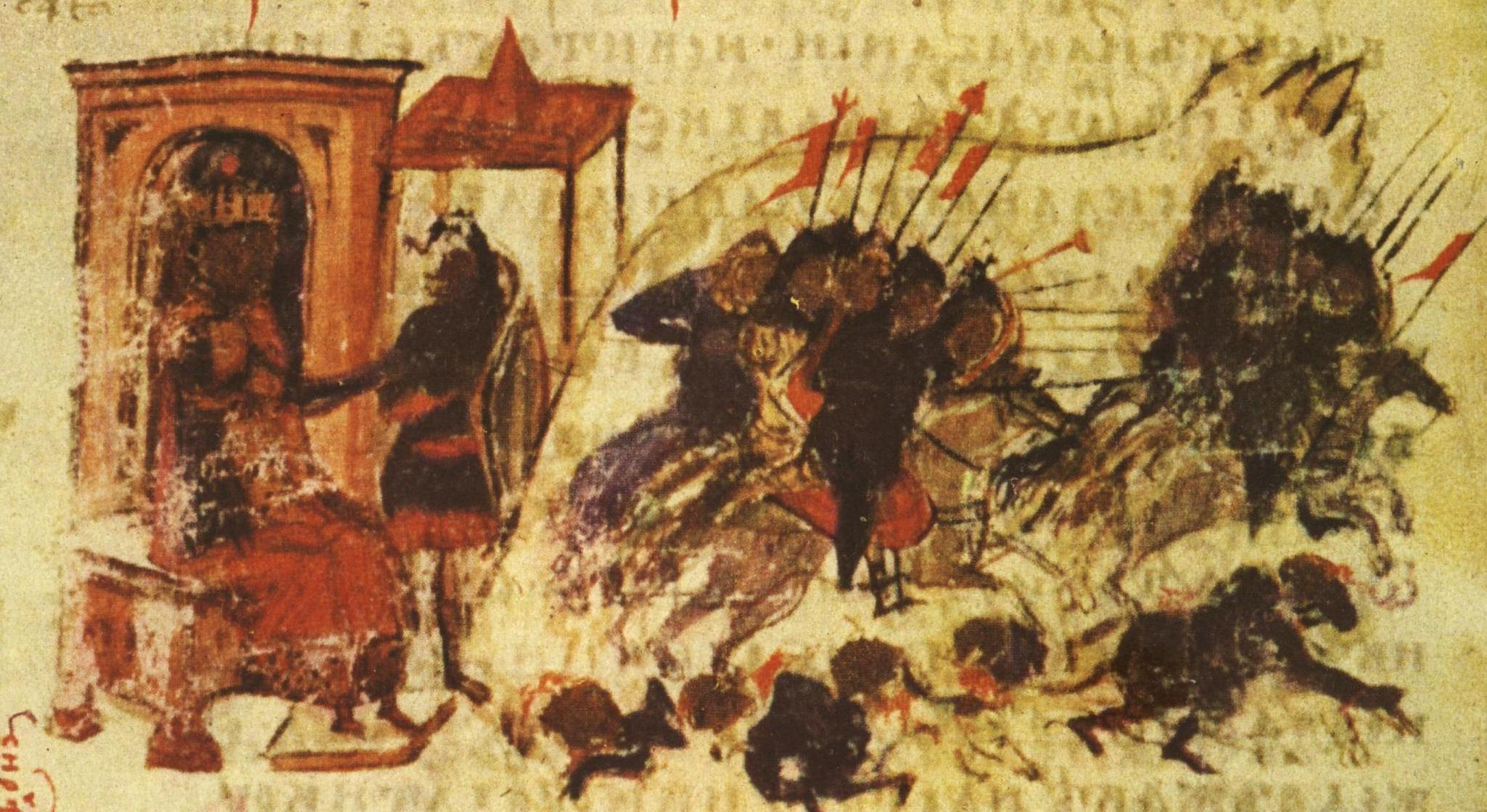
14世纪保加利亚人翻译的《马纳塞斯编年史》中描绘的攻城景象

阿拉伯人的物资供给非常充足，阿拉伯记载称，营地里物资堆积如山，围城部队甚至带了小麦种子来种植，以便明年食用。但阿拉伯海军未能封锁城市，使得拜占庭人可以通过海路源源不断地获得粮食。阿拉伯军队在之前摧毁了色雷斯的乡村地区，使得他们不能从中获得新的物资，阿拉伯舰队和在亚洲游弋的小股部队也不能给大军带来太多补给。当冬季到来时，两军开始谈判，阿拉伯方面对此有很多记载，拜占庭记载则忽视了这部分内容。据阿拉伯记载，利奥继续诱骗阿拉伯人，一种说法是他蒙骗了麦斯莱麦，使其交出了大部分粮食；另一种说法则是麦斯莱麦被人说服，决定焚烧粮食，以向市民表示他们进攻的决心，诱使他们投降。不管怎样，这带来了糟糕的结果，717年冬天异常寒冷，大雪覆盖地面三个多月，阿拉伯人的物资耗尽，爆发了可怕的饥荒。饥饿的士兵吃掉了所有牲畜，开始吃树皮、树根、树叶，把自己种下的仍是嫩芽的小麦吃光，一些记载称他们开始吃人和自己的粪便，随之而来的瘟疫也重创了阿拉伯军。伦巴第王国的编年史家执事保罗夸张地称，饥荒和瘟疫使30万阿拉伯人丧命。

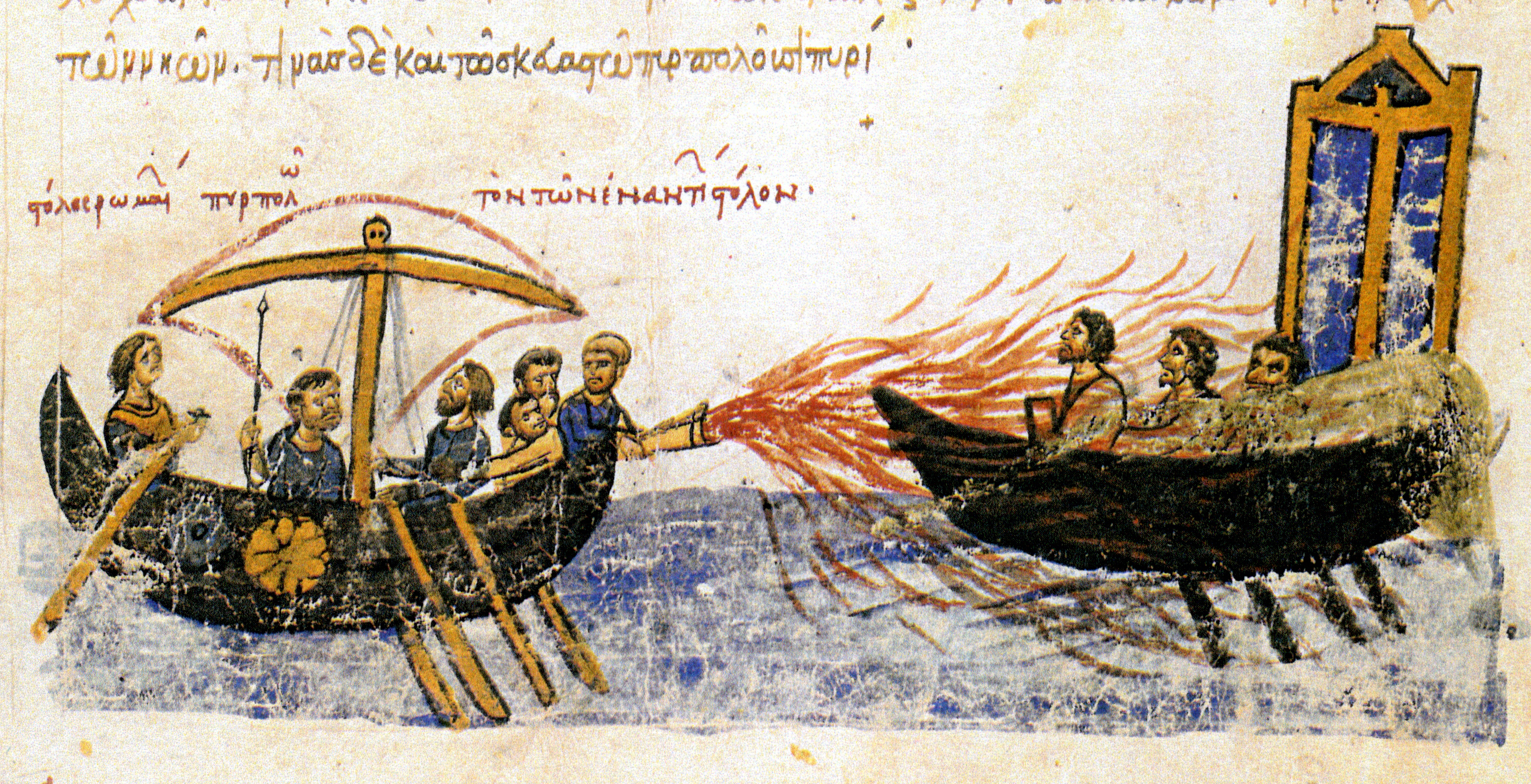
《马德里的斯基里泽斯历史抄本》中描绘希腊火的插图

哈里发苏莱曼在717年9月去世，新哈里发欧麦尔二世于718年春天派出两支舰队支援攻城军。400艘船从埃及出发，指挥官为苏富扬（Sufyan）；360艘船从北非出发，由伊兹德（Izid）指挥，两支舰队都满载补给和士兵，一支陆军也向小亚细亚进发。当增援舰队到达马尔马拉海时，他们在亚洲海岸停泊，埃及舰队在尼科米底亚湾（伊兹米特湾）中的图兹拉，北非舰队则在迦克墩南边的萨堤罗斯（今屈曲克亚勒）、布尔亚斯（今马尔泰佩）和卡尔塔利曼（今卡尔塔）。这两支舰队的水手多是埃及的基督教徒，他们开始叛逃，告知拜占庭军舰队的位置，利奥对其发起了攻击，由于水手的叛逃和希腊火的强大，阿拉伯舰队连同携带的物资被彻底毁灭，君士坦丁堡从此不必担心海上威胁。陆上的阿拉伯援军则在萨潘贾附近的山上被马尔达桑（Mardasan）率领的拜占庭军伏击击败。
君士坦丁堡现在可以自由地从海上获得补给，甚至城里的渔民都重新出去工作了。围城的阿拉伯军仍饱受饥饿和瘟疫之苦，这时保加尔人也加入了战斗，一次战役中，他们击败了阿拉伯人，狄奥菲内斯称战斗中有2.2万阿拉伯人丧生。关于保加尔人参加战斗的原因，几种记载给出了不同的说法。狄奥菲内斯和塔巴里称，保加尔人是按照之前与利奥签订的盟约袭击阿拉伯人；叙利亚语的《846年编年史》则记载是阿拉伯人在寻找食物时误入保加尔国境，引起反击；叙利亚的米海尔则记载保加尔人早在战役的开始阶段就参与了战斗，他们在717年阿拉伯人穿过色雷斯时就曾发动袭击。
最后，哈里发欧麦尔二世无奈命令麦斯莱麦撤退，718年8月15日，围城开始13个月后，阿拉伯人登船离开，这一天是圣母升天节，所以拜占庭人把胜利归功于圣母。拜占庭军并没有追击阿拉伯人，但其舰队在马尔马拉海上遭遇了一场大风暴，幸存的船只又被圣托里尼火山的火山灰点燃，一些幸存者被拜占庭人俘虏。狄奥菲内斯宣称只有五艘船回到了叙利亚。阿拉伯记载宣称整场战役中共有15万穆斯林丧生，学者约翰·哈尔顿称“这个数字肯定是夸大的，但以中世纪的眼光看，这仍是一次巨大的灾难”。

## 战役之后

750年前阿拉伯国家的扩张
穆罕默德去世时的穆斯林国家
正统哈里发国时期的扩张
倭马亚王朝时期的扩张
拜占庭帝国

远征的失败削弱了倭马亚王朝，学者伯纳德·刘易斯指出：“这次失败使倭马亚王朝面临严峻的挑战，战役所耗费的大量金钱与物资迫使政府增加税收，搜刮钱财，引起了广泛的反对；陆军和海军的惨重损失动摇了国家的权力基础。”。哈里发的军力遭受严重损失，尽管陆军损失不如海军严重，但据记载，阿拉伯人计划退出奇里乞亚及其他最近侵占的拜占庭领土，欧麦尔二世甚至在考虑从伊比利亚半岛和河中地区撤军。尽管在顾问的反对下，这些计划没有全盘实施，但阿拉伯人仍在边境地区做了大范围的撤军，在奇里乞亚，阿拉伯人只保留了摩普绥提亚一地作为防御安条克的前哨，拜占庭还收复了亚美尼亚西部的一些领土。719年，拜占庭海军突袭叙利亚老底嘉（今拉塔基亚），烧毁了其港口，720年或721年，拜占庭军又洗劫了埃及塔尼斯，利奥还恢复了对西西里岛的控制，那里的总督在听闻阿拉伯人围攻君士坦丁堡后就自立为帝，但是拜占庭帝国对科西嘉岛和撒丁岛的有效控制再也没有恢复。
除上文提到的两次进攻外，总体来说，拜占庭帝国并没有利用这个进攻阿拉伯人的良好时机。720年，阿拉伯人重新开始了对拜占庭帝国的进攻，但他们已不再追求彻底征服拜占庭，集中于攫取战利品。之后的二十年中，阿拉伯军队进攻的力度逐渐加强，直到他们在740年的阿克洛伊农战役中再次被击败。倭马亚王朝的这次失败及图尔战役等在其他战线上的失败，以及不断加深的内政上的危机，宣告了阿拉伯征服时代的结束。

## 战役分析及历史影响
这次围攻对拜占庭帝国的威胁比674年-678年阿拉伯人的第一次围攻大得多，不同于第一次时的松散封锁，这次阿拉伯人发起了计划周密的直接攻击，尝试从海陆两面彻底封锁君士坦丁堡。这是倭马亚王朝最后一次尝试“斩首”拜占庭帝国，拜占庭帝国以君士坦丁堡为核心，其他行省相当脆弱。阿拉伯人主要还是因后勤问题而失败，他们的行动地点距基地叙利亚太远。当然，威力巨大的希腊火，君士坦丁堡坚固的城防，利奥的外交手腕也是拜占庭帝国得胜的重要原因。

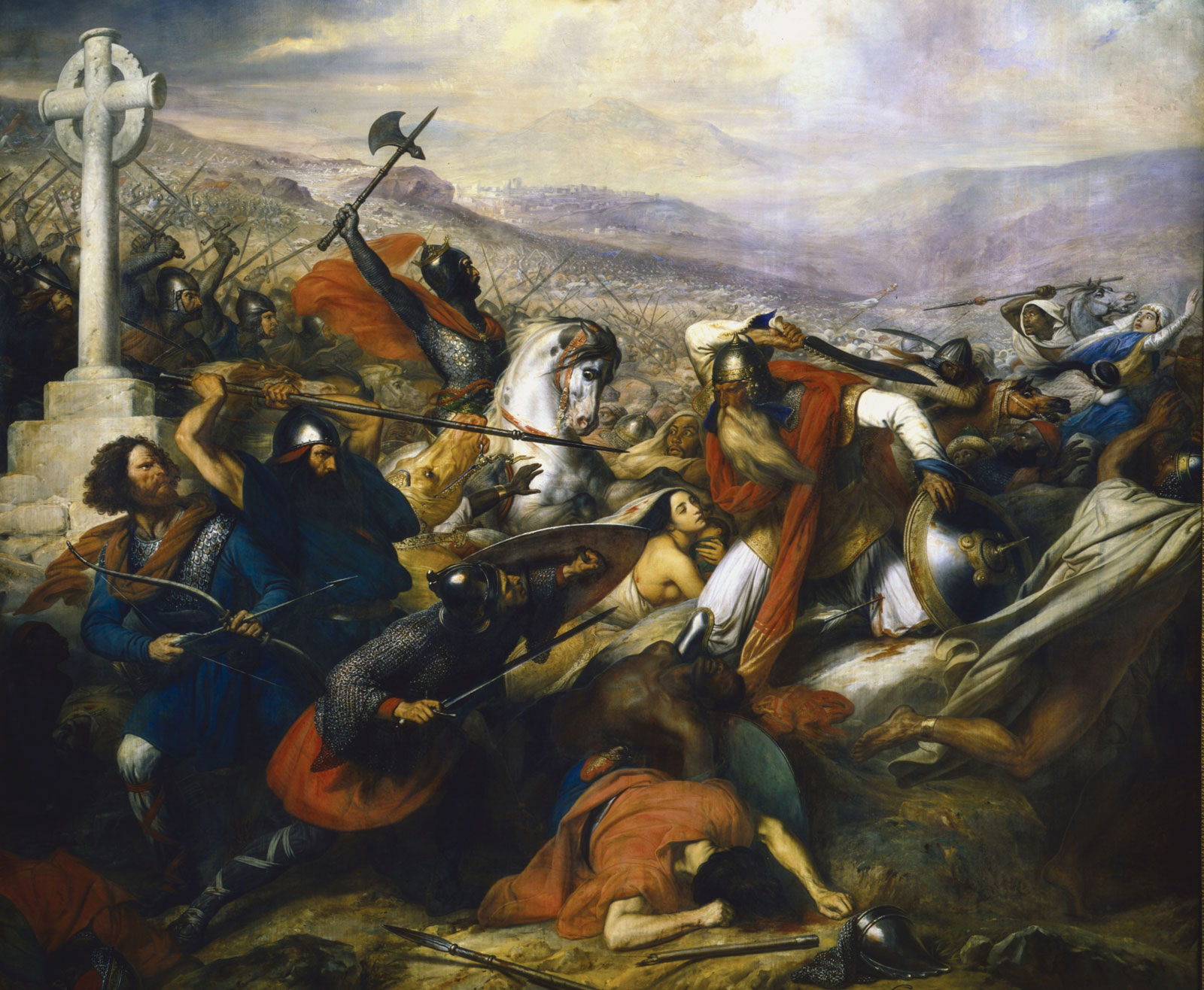
732年的图尔战役和围攻君士坦丁堡的失败，阻挡了穆斯林在欧洲的进一步扩张

围攻的失败改变了阿拉伯-拜占庭战争的性质，穆斯林放弃了彻底灭亡拜占庭帝国的计划，两国的边界沿托罗斯山脉和前托罗斯山脉稳定下来。双方沿边界仍不断发动突袭和反击，边境要塞、城市反复易手，但整体形势不变，这种状态持续了两个世纪，直到10世纪约翰一世、尼基弗鲁斯二世等拜占庭皇帝收复部分失地。哈里发政权的海军也沉寂了一个世纪，只有易弗里基叶的海军继续定期袭击西西里岛，752年后也逐渐停息。事实上，除了782年哈伦·拉希德率军到达克里索波利斯外，数百年内，阿拉伯军再也没有接近过君士坦丁堡。在穆斯林方面，突袭拜占庭帝国逐渐被加上了宗教含义，被视为一种持续吉哈德的行为，哈里发赞助这种行为，此行为也起了哈里发证明自己对穆斯林的领导权的作用。
宏观上讲，此次战役具有相当大的历史意义，拜占庭帝国的胜利使其成为抵抗穆斯林扩张的堡垒，直到1453年君士坦丁堡陷落。此战役和图尔战役成为欧洲人阻挡穆斯林征服的两大战役。历史学家埃克哈德·埃克霍夫（Ekkehard Eickhoff）写道：“如果倭马亚王朝在此时就占领了君士坦丁堡并将其作为首都与伊斯兰信仰的政治中心，就像后来的奥斯曼帝国一样，这对欧洲的影响会是难以估量的，地中海会变成阿拉伯人的内湖，西欧日耳曼诸国与地中海文明的联系也会被切断”。军事史家保罗·K·戴维斯总结了这一战役的重要性：“通过打败穆斯林的入侵，欧洲仍掌握在基督徒的手中，直到15世纪，穆斯林国家才对欧洲产生了真正的威胁，这一胜利与图尔战役共同阻止了穆斯林对地中海世界的进一步征服。”。约翰·巴格内尔·伯里称718年为“普世基督徒的节日”，希腊学者斯比利冬·兰布罗斯将此战比作希波战争中的马拉松战役，把利奥比作小米太亚德。军事史学者常将此战列入“世界历史上最具决定性的战役”的行列。

## 文化影响
对阿拉伯人来说，这次对君士坦丁堡的进攻成为他们进攻拜占庭帝国过程中最大的冒险，一些初期记载幸存了下来，但大部分记载是在很久以后编写的，其中包含了不少半虚构内容和矛盾。有的记载甚至认为阿拉伯人取得了胜利：在离开之前，麦斯莱麦由30名骑兵陪同，进入君士坦丁堡，受到利奥的接待，他们一起来到圣索菲亚大教堂，利奥在那里向他们致敬，并承诺向倭马亚王朝进贡，随后3万阿拉伯军安然回到叙利亚。围城的故事也影响了阿拉伯史诗文学中的类似情节，在《一千零一夜》中，奥马尔·本·努曼与他的儿子们的故事中出现了君士坦丁堡围城战；马格里布地区的《一百零一夜》中出现了麦斯莱麦和哈里发苏莱曼。麦斯莱麦的卫队指挥官阿卜杜拉·巴塔尔因其在此次战役及之后的进攻拜占庭帝国的功绩，成为阿拉伯和土耳其诗歌中的著名英雄“巴塔尔·加齐”的原型；10世纪的史诗《德勒赫迈》中也讲述了巴塔尔的战斗经历，并不合史实地描述了这场战役。
穆斯林和拜占庭传统上把位于总督宫附近的君士坦丁堡第一座清真寺的修建归功于麦斯莱麦，但实际上这座清真寺是860年左右，在阿拉伯大使的努力下修建的。奥斯曼人还认为阿拉伯清真寺也是麦斯莱麦修建的，甚至把第一次（674年至678年）和第二次围城混淆，认为此清真寺是在686年修建的，这种说法是不符事实的。在阿拉伯大军曾途经的阿卑多斯，10世纪时，一口“麦斯莱麦井”和一座他修建的清真寺仍为人们所知。
逐渐地，在君士坦丁堡的失败与拜占庭帝国实力的恢复，使穆斯林认为这座城市在很远的未来才会失陷，这也影响了伊斯兰教的末世论，君士坦丁堡的陷落被当做时间终结到来的一个标志。这次围攻也成为拜占庭末日文学的一个题材，在8世纪初期翻译成希腊语的两本叙利亚语伪经《伪美多德启示录》和《但以理启示录》都出现了拜占庭人和阿拉伯人在君士坦丁堡城下决战的情节，这两本书是在围城后一个世纪之内写作的。

### 脚注
1. ↑  Lilie 1976，第81–82, 97–106頁.
2. ↑  Blankinship 1994，第31頁; Haldon 1990，第72頁; Lilie 1976，第107–120頁.
3. ↑  Haldon 1990，第80頁; Lilie 1976，第120–122, 139–140頁.
4. ↑  Blankinship 1994，第31頁; Lilie 1976，第140頁; Treadgold 1997，第345–346頁.
5. ↑  Treadgold 1997，第345頁.
6. ↑  Brooks 1899，第19–20頁.
7. ↑  Mango & Scott 1997，第lxxxviil–xxxviii頁.
8. ↑  Brooks 1899，第19–20頁, Guilland 1959，第115–116頁
9. ↑  Hawting 2000，第73頁.
10. ↑  Brooks 1899，第20–21頁; El-Cheikh 2004，第65頁; Guilland 1959，第110頁; Lilie 1976，第122頁; Treadgold 1997，第344頁.
11. ↑  Guilland 1959，第110–111頁.
12. ↑  Mango & Scott 1997，第534頁; Lilie 1976，第122–123頁; Treadgold 1997，第343–344頁.
13. ↑  Mango & Scott 1997，第537 (Note #5)頁.
14. ↑  Lilie 1976，第123 (Note #62)頁.
15. ↑  Haldon 1990，第80頁; Mango & Scott 1997，第535–536頁; Lilie 1976，第123–124頁; Treadgold 1997，第344頁.
16. ↑  Haldon 1990，第80, 82頁; Mango & Scott 1997，第536頁; Treadgold 1997，第344–345頁.
17. ↑  Lilie 1976，第124頁; Treadgold 1997，第345頁.
18. ↑  Guilland 1959，第111頁; Mango & Scott 1997，第538頁; Lilie 1976，第123–125頁.
19. ↑  Guilland 1959，第118–119頁; Lilie 1976，第125頁.
20. ↑  Mango & Scott 1997，第538–539頁; Lilie 1976，第125–126頁; Treadgold 1997，第345頁.
21. ↑  For a detailed examination of Leo's negotiations with the Arabs before Amorium in Byzantine and Arab sources, cf. Guilland 1959，第112–113, 124–126頁.
22. ↑  Guilland 1959，第125頁; Mango & Scott 1997，第539–540頁; Lilie 1976，第126–127頁.
23. ↑  Guilland 1959，第113–114頁; Mango & Scott 1997，第540–541頁; Lilie 1976，第127頁; Treadgold 1997，第345頁.
24. ↑  Haldon 1990，第82–83頁; Mango & Scott 1997，第540, 545頁; Lilie 1976，第127–128頁; Treadgold 1997，第345頁.
25. ↑  Guilland 1959，第110頁; Kaegi 2008，第384–385頁; Treadgold 1997，第938 (Note #1)頁.
26. ↑  Decker 2013，第207頁.
27. ↑  Treadgold 1997，第346頁.
28. ↑  Guilland 1959，第110頁; Kennedy 2001，第47頁.
29. ↑  Canard 1926，第91–92頁; Guilland 1959，第111頁.
30. ↑  Kennedy 2001，第19–21頁
31. 1 2  Lilie 1976，第132頁.
32. ↑  Lilie 1976，第125頁.
33. ↑  Treadgold 1997，第347頁.
34. ↑  Brooks 1899，第23頁; Mango & Scott 1997，第545頁; Lilie 1976，第128頁; Treadgold 1997，第347頁.
35. ↑  Mango & Scott 1997，第548 (Note #16)頁; Guilland 1959，第116–118頁.
36. ↑  Guilland 1959，第119頁; Mango & Scott 1997，第545頁; Lilie 1976，第128–129頁; Treadgold 1997，第347頁.
37. ↑  Guilland 1959，第119–120頁; Mango & Scott 1997，第545–546頁; Lilie 1976，第128頁; Treadgold 1997，第347頁.
38. ↑  Lilie 1976，第129頁; Treadgold 1997，第347頁.
39. ↑  Brooks 1899，第24–28, 30頁; Lilie 1976，第129頁.
40. ↑  Brooks 1899，第28–29頁; Guilland 1959，第122–123頁; Mango & Scott 1997，第546頁; Lilie 1976，第129–130頁; Treadgold 1997，第347頁.
41. ↑  Guilland 1959，第121頁; Mango & Scott 1997，第546, 548頁; Lilie 1976，第130頁; Treadgold 1997，第347–348頁.
42. ↑  Guilland 1959，第122頁;Mango & Scott 1997，第546頁; Lilie 1976，第130–131頁; Treadgold 1997，第348頁.
43. ↑  Canard 1926，第90–91頁; Guilland 1959，第122, 123頁; Mango & Scott 1997，第546頁; Lilie 1976，第131頁.
44. ↑  Mango & Scott 1997，第550頁; Treadgold 1997，第349頁.
45. ↑  Haldon 1990，第83頁.
46. ↑  Lewis 2002，第79頁.
47. ↑  Blankinship 1994，第33–34頁; Lilie 1976，第132–133頁; Treadgold 1997，第349頁.
48. ↑  Blankinship 1994，第287 (Note #133)頁; Lilie 1976，第133頁; Treadgold 1997，第349頁.
49. ↑  Treadgold 1997，第347, 348頁.
50. ↑  Blankinship 1994，第34–35, 117–236頁; Haldon 1990，第84頁; Kaegi 2008，第385–386頁; Lilie 1976，第143–144頁.
51. ↑  Lilie 1976，第140–141頁.
52. ↑  Blankinship 1994，第105頁; Kaegi 2008，第385頁; Lilie 1976，第141頁; Treadgold 1997，第349頁.
53. ↑  Blankinship 1994，第104–106頁; Haldon 1990，第83–84頁; El-Cheikh 2004，第83–84頁; Toynbee 1973，第107–109頁.
54. ↑  Eickhoff 1966，第35–39頁.
55. 1 2  Mordtmann 1986，第533頁.
56. ↑  El-Cheikh 2004，第83–84頁; Kennedy 2001，第105–106頁.
57. ↑  Eickhoff 1966，第35頁.
58. ↑  Davis 2001，第99頁.
59. ↑  Guilland 1959，第129頁.
60. ↑  Crompton 1997，第27–28頁; Davis 2001，第99–102頁; Fuller 1987，第335ff.頁; Regan 2002，第44–45頁; Tucker 2010，第94–97頁.
61. ↑  Canard 1926，第99–102頁; El-Cheikh 2004，第63–64頁; Guilland 1959，第130–131頁.
62. ↑  Canard 1926，第112–121頁; Guilland 1959，第131–132頁.
63. ↑  Canard 1926，第94–99頁; El-Cheikh 2004，第64頁; Guilland 1959，第132–133頁; Hasluck 1929，第720頁.
64. ↑  Canard 1926，第99頁; Hasluck 1929，第718–720頁; Mordtmann 1986，第533頁.
65. ↑  Canard 1926，第104–112頁; El-Cheikh 2004，第65–70頁; Hawting 2000，第73頁.
66. ↑  Brandes 2007，第65–91頁.